# Agulla assimilis
Agulla assimilis là một loài côn trùng trong họ Raphidiidae thuộc bộ Raphidioptera. Loài này được Albarda miêu tả năm 1891.